# Яньлин (Хунань)
Яньли́н (кит. упр. 炎陵, пиньинь Yánlíng) — уезд городского округа Чжучжоу провинции Хунань (КНР).

## История
Во времена империи Сун в 1211 году из уезда Чалин был выделен уезд Линсянь (酃县).
После образования КНР в 1949 году был создан Специальный район Хэнъян (衡阳专区), и уезд вошёл в его состав. В 1952 году Специальный район Хэнъян был расформирован, и уезд перешёл в подчинение Сяннаньского административного района (湘南行政区). В 1954 году Сяннаньский административный район был расформирован, и уезд был передан в состав Специального района Чэньсянь (郴县专区). В 1959 году уезд Линсянь был присоединён к уезду Чалин Специального района Сянтань, но в 1961 году был воссоздан, оставшись при этом в составе Специального района Сянтань. В 1970 году Специальный район Сянтань был переименован в Округ Сянтань (湘潭地区).
Постановлением Госсовета КНР от 8 февраля 1983 года был расформирован округ Сянтань, а ранее входившие в его состав уезды Лилин, Юсянь, Чалин и Линсянь были объединены с административными единицами города Чжучжоу в городской округ Чжучжоу.
В 1994 году уезд Линсянь был переименован в Яньлин.

## Административное деление
Уезд делится на 5 посёлков, 4 волости и 1 национальную волость.